# Great Chance Harbour
De Great Chance Harbour is een natuurlijke haven in de Canadese provincie Newfoundland en Labrador. Ze bevindt zich aan de oostkust van het eiland Newfoundland.

## Geografie
De Great Chance Harbour is een lange, smalle zijarm van de Sweet Bay, dewelke zelf een zijbaai is van de grote Oost-Newfoundlandse Bonavista Bay. De zeearm is gemiddeld amper 250 meter breed, tegenover een totale lengte van ruim 4 km. De diepte van de Great Chance Harbour varieert tussen de 10 en 37 meter.
Verspreid rondom het zuidelijke uiteinde en de westoever staan verscheidene voor de streek typische cabins (kleine vakantiehuizen), sommige bereikbaar via een netwerk van onverharde boswegen vanuit Winter Brook, andere enkel per boot.

## Bosbrand 2025
Op 14 juli 2025 brak er een bosbrand uit aan de rand van de Great Chance Harbour. Deze nam al gauw aanzienlijke proporties aan en ging bekendstaan als de Chance Harbour Wildfire. Een paar vakantiehuizen aan de oevers van de baai werden in de as gelegd. Eind juli was reeds het merendeel van de bossen onmiddellijk ten westen van de Great Chance Harbour in de as gelegd, goed voor 1820 hectare (18,2 km²).